# Mercurio (rivista)
Mercurio. Mensile di politica, arte, scienze fu una rivista fondata da Alba De Céspedes a Roma nel 1944. Uscì per quattro anni per un totale di 36 numeri.

## Storia
Il primo numero della rivista "Mercurio" uscì con il sottotitolo "Mensile di politica, arte, scienze" nel settembre 1944, nella Roma appena liberata dai tedeschi, e costituì uno dei luoghi di dibattito intellettuale intergenerazionale per la costruzione della nuova Italia. Vi collaborarono intellettuali e politici di tutto l'arco antifascista: liberali come Carlo Sforza e Guido De Ruggiero, liberalsocialisti come Guido Calogero e Aldo Capitini, azionisti come Massimo Mila,  e Mario Berlinguer, socialisti come Giuseppe Saragat e Pietro Nenni, comunisti come Franco Calamandrei. Aperta a tutte le arti, vide però una presenza particolare di esponenti del mondo letterario; vi scrissero, tra gli altri, Alberto Moravia, Corrado Alvaro, Sibilla Aleramo, Anna Banti, Ermanno Contini, Natalia Ginzburg, Eugenio Montale, Giuseppe Ungaretti, Paola Masino, Elio Vittorini, Andrea Camilleri, e anche scrittori stranieri quali Jean-Paul Sartre, Ernest Hemingway, William Somerset Maugham.
La rivista appare "tanto povera d'aspetto quanto all'epoca rilevante per la sua straordinaria ricchezza intellettuale e per lo spessore delle analisi politiche". Nel dicembre del 1944, in un numero speciale di oltre 300 pagine, vengono raccolte 75 testimonianze sulla Resistenza e resoconti di esperienze di politici, intellettuali e scrittori, tra i quali, Vasco Pratolini, Gianna Manzini, Guido Piovene, Maria Bellonci, Massimo Bontempelli, oltre allo scritto 16 ottobre 1943 di Giacomo Debenedetti. Al fianco della Direttrice, Alba De Céspedes, un ruolo importante è svolto dal caporedattore Gino De Sanctis. Fra i curatori delle rubriche che compongono la sezione "Le Muse", vi sono, fra gli altri, Toti Scialoja per le  "Arti figurative" e Anton Giulio Majano per il "Cinema". La rivista si distingue nel panorama della stampa periodica dell'epoca anche per la cura dell'apparato iconografico con disegni e illustrazioni di artisti quali Gino Severini, Mario Mafai, Renzo Vespignani, Carlo Carrà, Giacomo Manzù, Filippo de Pisis.